# Solitudes (Stargate SG-1)
Solitudes (Soledades) es el décimo octavo  episodio de la primera temporada de la serie de televisión de ciencia ficción Stargate SG-1.

## Trama
El SG-1 regresa al SGC bajo fuego enemigo, pero solo el Dr. Jackson y Teal'c pasan el portal, el cual se cierra luego de que pasa una onda de energía. No saben que paso con O'Neill y Carter siendo que todos habían cruzado la puerta al mismo tiempo.
En tanto, O'Neill y Carter se despiertan en una cueva helada. Después de un rato, tanto Carter como Daniel, en la base, teorizan que la energía de las armas Jaffa produjo una sobrecarga en el Stargate que hizo que el agujero de gusano saltara a otra puerta en el camino. O'Neill y Carter están atrapados en algún otro mundo.
Se envían varios equipos SG para intentar encontrarlos en alguno de los mundos entre P4A-771 y la Tierra, pero resulta inútil. El general Hammond informa a Daniel que tiene que declararlos perdidos en acción y parar la búsqueda. Mientras tanto, en la cueva, O'Neill no está bien pues tiene una pierna rota. Carter intenta encontrar el DHD para marcar a casa. Logran hallarlo bajo el hielo, pero cuando tratar de marcar, el Stargate no se activa. Carter intenta reiniciar el dispositivo, y vuelve marcar, pero aún sin éxito. En ese momento, en el SGC, ocurre un pequeño temblor, al parecer causado por el Portal, el cual por un momento pareció encenderse. Jackson entonces se da cuenta de que olvidaron buscar en un planeta: la misma Tierra. Rápidamente comienzan revisar toda la actividad sísmica reciente en el mundo. Pronto hallan un sismo ocurrido en la Antártica en el momento exacto en que volvía el SG-1, y también otro en el mismo lugar que coincide con el segundo temblor sentido por Daniel.
En la cueva helada, O'Neill ordena a Carter que salga de la caverna y procure encontrar abrigo. Con una cierta dificultad, ella sale subiendo, solo para descubrir llanos de hielo por todos lados. Ella vuelve a donde el Coronel, pero se resbala y queda inconsciente. Es despertada más adelante por miembros de restaste del SGC, incluido el general Hammond. Ella le agradece que haya cruzado el Portal por ellos, a lo que él solo le responde, sonriendo, que no exactamente. Mientras Carter es sacada de allí, el general Hammond se queda contemplando el segundo Stargate, incrustado en la pared de la cueva.

## Artistas invitados
- Gary Jones como Walter Harriman